# Tim Lange
Tim Lange (* 27. September 1963 in Bremen) ist ein deutscher TV-Producer, Autor und Regisseur.

## Bereiche
Tim Lange entwickelt und realisiert für das deutschsprachige Fernsehen Magazine, Talk- und Spielshows sowie TV-Galas, beispielsweise zum 90. Geburtstag von Inge Meysel (2000), zu den 60. von Evelyn Hamann (2002) und von Karl Dall (2001), zum 100. von Johannes Heesters (2003). Ab September 2009 für ein Jahr zuständig für Bereich TV-Unterhaltung beim Salzburger Sender ServusTV. Als Autor und Regisseur begleitet Tim Lange Event-Produktionen im Opernbereich und öffentliche Veranstaltungen, u. a. die Show zum 26. Geburtstag von Paris Hilton. 1998 erfand und produzierte Tim Lange die CD-Reihe Der beste Weg zur Oper, in der er seine Erfahrungen aus der TV-Unterhaltung in den Dienst eines Opernführers von Anfängern für Anfänger stellte.

## Werdegang
Aufgewachsen in Bremen. Nach dem Bundeswehrdienst Studium der Politikwissenschaften und Germanistik an der Universität Stuttgart. Seinen Magisterabschluss absolvierte Lange 1991 mit einer Analyse des Parteiprogramms 1990 der rechtspopulistischen Partei Die Republikaner und Verdeutlichung seiner spezifischen Rhetorik sowie einer Untersuchung des Textes Der Ring des Nibelungen von Richard Wagner.
Der Eintritt ins Berufsleben erfolgte als Studiomitarbeiter bei der wöchentlichen Talkshow Boulevard Bio mit Alfred Biolek, bei der Lange u. a. die Talkgäste vor laufender Kamera mit Getränken versorgte. Nach einer redaktionellen Tätigkeit für die erste, tägliche Gameshow des deutschen Privatsenders RTL (1991) übernahm Tim Lange leitende Funktionen bei unterschiedlichen Fernsehprojekten im deutschsprachigen Raum wie z. B. Phantastische Phänomene mit Rainer Holbe.
Die eigens für den ORF kreierte Show Die Zeit läuft mit Michael Schanze führte Tim Lange erstmals 1994 beruflich nach Österreich, wo er im selben Jahr für den ORF u. a. Europas erfolgreichstes Live-Magazin Willkommen Österreich mitkonzipierte. In Deutschland war er parallel für Sat.1 und Nur die Liebe zählt mit Kai Pflaume, RTL Verschmitzt mit Ralf Schmitz sowie einer Reihe weiterer TV-Formaten für private und öffentlich-rechtliche Sender tätig. 2003 übernahm Lange die Betreuung deutsch-österreichischer Koproduktionen, u. a. Wetten, dass..? für den ORF. Tim Lange lebt in Wien und Salzburg.

## TV- und Show-Produktionen (Auswahl)
1991
- Glück am Drücker (tägliche RTL-Gameshow, Redakteur)
- Boulevard Bio (ARD-Talkshow, on- und off-Assistenz)

1992
- Phantastische Phänomene (Sat.1-Esoterik-Show, Redakteur)
- Ambulant (RTL-Gesundheits-Doku-Serie, Entwicklung, Redaktion)

1993
- Die 9-Uhr-Show (tägliche RTL-Morningshow, stellvtr. Redaktionsleiter)
- Punkt 12 (RTL-Mittagsmagazin, Nachrichtenredakteur)

1994
- Die Zeit läuft (90-Minuten -Show mit Michael Schanze, Junior-Producer)

1995
- Willkommen Österreich (tägliches ORF-Live-Magazin, Entwicklung, Beratung)
- SIE (tägliche ORF-Werbeshow, TV-Producer)

1996
- Nur die Liebe zählt (Sat.1-Show, TV-Producer)
- Bitte-lächeln-Gala (Autor, TV-Producer)
- 10 Jahre Prix-Ars-Electronica-Gala (3-SAT/ORF, Autor, TV-Producer)
- Wahl zur Miss-World-Germany (RTL-Gala-Show, TV-Producer)

1997
- Produktion der Operneinführungs-CDs Der beste Weg zur Oper (Produzent)

1998
- Werbe-Gameshow / Talkshow (beides täglich, Entwicklung, Leitung)
- Die Barbara Karlich Show (tägliche ORF-Talkshow, Entwicklung)

1999
- Relaunch Willkommen Österreich (Konzeption, Umsetzung)
- Promenaden-Show (tägl. ORF-Gameshow, Erfinder, Produzent)

2000
- Donnerlittchen! Inge Meysel 90 Jahre (ARD-Gala, TV-Producer)

2001
- 60 Jahre Karl Dall (ARD-Gala, TV-Producer)

2002
- 60 Jahre Evelyn Hamann (ARD-Gala, TV-Producer)

2003/4
- Emotion – TV-Show (ORF-Samstagabendshow, Entwickler)
- Der große Persönlichkeitstest (ORF-Samstagabendshow, Entwickler)
- Wetten, dass..? (Redaktionsleitung Österreich)
- Songcontest (Grand-Prix d’eurovision) (ORF-Redaktionsleiter)
- World’s men award (mit Michail Gorbatschow, Redaktionsleiter)
- TAURUS World Stunt Award (mit Arnold Schwarzenegger, Redaktionsleiter)
- Der Bachelor (Redaktionsleitung und Betreuung Österreich)
- Herzblatt (Redaktionsleitung Österreich)
- Relaunch Willkommen Österreich (Konzeption, Umsetzung)
- 100 Jahre Heesters (ARD-Gala, ORF-Redaktionsleitung, ARD/ORF-Supervising)
- Danke (tägliche Schicksal-Show, Erfinder und Produzent)
- Wer kriegt mich? (wöchentliche Game-Show mit Tieren, Erfinder und Produzent)

2005
- absolut genial (Österreich-Ausgabe von Genial daneben, TV-Producer)

2006
- Show-Adaptionen für Grundy LE, Köln (TV-Producer)
- Mozart-Oper Die Entführung aus dem Serail (Teatre Principal de Palma, Mallorca, Regisseur)

2007
- Pokerface – TV-Gameshow (Grundy LE, Köln, TV-Producer)
- Quiz Champion – TV-Quizshow (ATV, Grundy LE, Wien, TV-Producer)
- Show zum 26. Geburtstag von Paris Hilton (Ischgl, Autor)
- SIX – Tales of Time – Klangwolke 2007 (Kraftwerk, Linz/Wels, Regisseur)

2008
- Verschmitzt – TV-Adaption der gleichnamigen Bühnenshow des Comedians Ralf Schmitz (RTL, HPR-TV, Köln, TV-Producer)

2009
- Talk im Hangar-7 – TV-Kulturtalkshow (ServusTV, Salzburg, Unterhaltungschef)
- Gut leben – TV-Magazin (ServusTV, Salzburg, Unterhaltungschef, Autor)
- Schmitz in the City – TV-Comedyevent (Sat.1, HPR-TV, Köln, TV-Producer)

2015–2018
- Spiel für dein Land – Das größte Quiz Europas – TV-Gameshow (ARD, Wien, Österreich-Content)

## CD-Produktionen
1998
- Der beste Weg zur Oper TOSCA
- Der beste Weg zur Oper LA TRAVIATA
- Der beste Weg zur Oper LA BOHÈME
- Der beste Weg zur Oper RIGOLETTO
- Der beste Weg zur Oper AIDA

2000
- Der beste Weg zur Oper DIE ZAUBERFLÖTE